# Чуксолинське сільське поселення
Чуксо́линське сільське поселення (рос. Чуксолинское сельское поселение) — муніципальне утворення у складі Новотор'яльського району Марій Ел, Росія. Адміністративний центр — присілок Чуксола.

## Історія
Станом на 29002 рік існували Кузнецівська сільська рада (присілки Веденькіно, Верхній Кожлаял, Верхній Ядикбеляк, Еркансола, Кандашбеляк, Кокшамбал, Кузнеці, Нижній Кожлаял, Нуренер, Сідибаєво, Ялпаєво), Немдинська сільська рада (присілки Бутилченки, Верхній Обалиш, Єрофейково, Єшимово, Йошкар-Памаш, Красна Річка, Немда-Обалиш, Нижня Чуча, Софронята, Татаренер, Чашкасола, Чобиково, Чорна Грязь, Чепаково), Ошканерська сільська рада (присілки Кукмар, Нолі-Кукмар, Ошканер, Старокрещено) та Шуйбеляцька сільська рада (присілки Велике Пизаково, Верхня Чуча, Енермучаш, Кужнур, Мале Пизаково, Малий Шуйбеляк, Семеєво, Тушнур, Чуксола, Шуйбеляк, Шуйдур, селище Льнозавод).
1 квітня 2009 року були ліквідовані Немдинське сільське поселення (колишня Немдинська сільська рада) та Старокрещенське сільське поселення (колишні Кузнецівська та Ошканерська сільські ради), їхні території увійшли до складу Чуксолинського сільського поселення (колишня Шуйбеляцька сільська рада).

## Населення
Населення — 2791 особа (2019, 3343 у 2010, 3604 у 2002).

## Склад
До складу поселення входять такі населені пункти:
| Населений пункт             | Населення, осіб (2002) | Населення, осіб (2010) |
| --------------------------- | ---------------------- | ---------------------- |
| Велике Пизаково, присілок   | 83                     | 62                     |
| Бутилчонки, присілок        | 2                      | 2                      |
| Веденькіно, присілок        | 49                     | 35                     |
| Верхній Кожлаял, присілок   | 36                     | 36                     |
| Верхній Обалиш, присілок    | 38                     | 24                     |
| Верхній Ядикбеляк, присілок | 0                      | -                      |
| Верхня Чуча, присілок       | 22                     | 33                     |
| Енермучаш, присілок         | 7                      | 8                      |
| Еркансола, присілок         | 7                      | 1                      |
| Єрофейково, присілок        | 20                     | 22                     |
| Єшимово, присілок           | 17                     | 1                      |
| Йошкар-Памаш, присілок      | 22                     | 17                     |
| Кандашбеляк, присілок       | 33                     | 32                     |
| Кокшамбал, присілок         | 0                      | 0                      |
| Красна Річка, присілок      | 27                     | 31                     |
| Кужнур, присілок            | 73                     | 55                     |
| Кузнеці, присілок           | 381                    | 327                    |
| Кукмар, присілок            | 21                     | 19                     |
| Льнозавод, селище           | 78                     | 70                     |
| Мале Пизаково, присілок     | 15                     | 16                     |
| Малий Шуйбеляк, присілок    | 122                    | 98                     |
| Немда-Обалиш, присілок      | 534                    | 506                    |
| Нижній Кожлаял, присілок    | 55                     | 52                     |
| Нижня Чуча, присілок        | 39                     | 24                     |
| Нолі-Кукмар, присілок       | 93                     | 66                     |
| Нуренер, присілок           | 8                      | 13                     |
| Ошканер, присілок           | 81                     | 68                     |
| Семеєво, присілок           | 91                     | 104                    |
| Сідибаєво, присілок         | 5                      | 1                      |
| Софронята, присілок         | 32                     | 18                     |
| Старокрещено, присілок      | 210                    | 222                    |
| Татаренер, присілок         | 101                    | 68                     |
| Тушнур, присілок            | 241                    | 252                    |
| Чашкасола, присілок         | 37                     | 35                     |
| Чепаково, присілок          | 46                     | 43                     |
| Чобиково, присілок          | 183                    | 161                    |
| Чорна Грязь, присілок       | 98                     | 83                     |
| Чуксола, присілок           | 339                    | 410                    |
| Шуйбеляк, присілок          | 323                    | 299                    |
| Шуйдур, присілок            | 31                     | 24                     |
| Ялпаєво, присілок           | 14                     | 5                      |